# Inaije
Inaije – pierwszy solowy album  Lidii Pospieszalskiej.
Został wydany w 2007 roku (zob. 2007 w muzyce). Album zawiera 11 utworów. Współproducentem płyty jest mąż wokalistki Marcin Pospieszalski. W nagraniach wzięli udział członkowie rodziny Pospieszalskich oraz wielu znanych muzyków. Autorami muzyki do większości utworów są Lidia i Marcin Pospieszalscy. Autorami słów między innymi Wojciech Waglewski – Voo Voo i Adam Nowak – Raz, Dwa, Trzy

## Lista utworów
1. Czas powoli (sł. Robert Cudzich, muz. Lidia Pospieszalska) – 5:04
2. Noc ciemna (sł. Andrzej Bujnowski OP, muz. Lidia Pospieszalska) – 4:42
3. Będę biec droga jest długa (sł. Mirosław Kirczuk, muz. Lidia Pospieszalska, Marcin Pospieszalski) – 4:05
4. Zasnąłeś (sł. Beata Mencel, muz. Lidia Pospieszalska, Marcin Pospieszalski) – 3:57
5. Inaije (sł. Wojciech Waglewski, muz. Lidia Pospieszalska) – 3:56
6. Walc wieczorny (sł. Andrzej Bujnowski OP, muz. Lidia Pospieszalska, Marcin Pospieszalski) – 4:16
7. Płomieniu drżyj (sł. Adam Nowak, muz. Lidia Pospieszalska, Marcin Pospieszalski, Mateusz Pospieszalski, Jan Pospieszalski) – 4:42
8. Ajuonase (sł. Andrzej Schmidt, muz. Lidia Pospieszalska) – 3:38
9. Melancholy (muz. Lidia Pospieszalska, Marcin Pospieszalski) – 3:43
10. Ndili bwino (sł. Rafał Boniśniak, muz. Lidia Pospieszalska) – 3:54
11. Cichy zapada zmrok (sł. i muz. tradycyjne) – 3:28

## Twórcy
- Lidia Pospieszalska – śpiew, chórki, sample
- Marcin Pospieszalski – bas, keyb (3,5,8,10), gitara (10), back voc (10), sample
- Joachim Mencel – rhodes piano (1,2,4,6,9,10,11)
- Kamil Cudzich – perkusja (1,2,4,5,6,9,11)
- Tomas Cellis Sanchez – instr. perkusyjne (1,6,7,9,10(solo),11)
- Mateusz Pospieszalski – saksofony: barytonowy, altowy, sopranowy (1,4(solo),7,10)
- Daniel Pomorski – trąbka, fluegelhorn (1,2(solo),3(solo),5(solo),10)
- Łukasz Kluczniak – saksofon altowy (1(solo),2,3,5,9(solo),10)
- Marek Pospieszalski – saksofon tenorowy (7,8(solo))
- Janusz "Yanina" Iwański – saksofon altowy (1(solo),2,3,5,9(solo),10)
- Robert Cudzich – gitara (1)
- Jan Pospieszalski – gitara (7)
- Karol Pospieszalski – gitara (7)
- Mirosław Kirczuk – rap (3)
- Tamara Przybysz, Katarzyna Bogusz, Katarzyna Żyżylewicz, Izabela Pospieszalska – chórki (7)
- Sakala Brothers (Zambia) – śpiewy afrykańskie (10)

Kwartet smyczkowy (2,3,5,6,9,11):
- Dobrochna Banaszkiewicz – skrzypce
- Anna Banaszkiewicz – skrzypce
- Marta Więcławska – altówka
- Ewa Pacuda – wiolonczela

Realizacja
- Jerzy Regulski (Studio "Buffo"), Adam Celiński (Studio Radioaktywni),  Andrzej Zieliński(Studio Edycji Świętego Pawła) – realizacja nagrań
- Wojciech Przybylski (M1 studio) (1,2,3,4,6,7,9,10,11), Piotr "Falko" Rychlec (Studio Karima Martusewicza) (5), Marcin Pospieszalski (8) – mix
- Grzegorz Piwkowski – mastering

Opracowanie graficzne
- Ewa Prażmowska-Bekiersz – projekt
- Wojciech Prażmowski – zdjęcia
- Anna Kawecka – skład